# عمدان بين يهقبض
عمدان بين يهقبض بن كرب إيل وتر يهنعم بن ذمار علي بين (نحو 40م - 120م): ملك سبأ وذي ريدان.وهو ابن الملك كرب إيل وتر يهنعم الأول، وللملك عمدان نقش مؤرخ بسنة 210 حـ في التقويم الحميري الموافق 100م،بينما اقترحت الباحثة "أليسيا بريوليتا" أن النص مؤرخ سنة 20 في التقويم الردماني الموافق سنة 94 ميلادي، ووصفته بأقدم نقش مؤرخ بهذا التقويم.
برز اسم عمدان في عهد والده حوالي سنة 60م،ويذهب بعض الباحثين أن كرب إيل وتر يهنعم وزع السلطة بين أبناؤه الأحياء ذمار علي ذريح وعمدان، وجعل ابنه (ذمار علي ذريح) مشاركاً له الحكم في مأرب، بينما نَصَّبَ ابنه عمدان على ظفار والمرتفعات (النقش: Wilson 9).بعد وفاة والده كرب إيل وتر يهنعم الأول استبد شقيقة ذمار علي ذريح بالحكم زمانا، وورث الحكم ابنه كرب إيل بين الثالث من بعده، لتندلع الصراعات بين عمدان وأبناء أخيه، وتجلى ذلك في عهد يهاقم يرزح، الذي قاد حرباً على مناطق سلطة عمه، وشن حرباً على مدينة هكر وما حولها من مناطق ذمار، ولكن تم هزيمته، وذلك في شهر ذو مذراء سنة 200 حـ في التقويم الحميري الموافق يوليو سنة 90 ميلادي.
ويحدثنا النص (Ja 644) من عهد يهاقم: عن هجوم قبيلة شداد على مأرب، وقصر سلحين، قصر الملوك ومقر الحكم ودخلوه، واعتصموا به. فهب رجل اسمه "أوس إيل" وهو من قبيلة غيمان وكان أميرها أيضًا، فهاجمهم وتغلب عليهم وطردهم من القصر، ويظهر أنه أخذهم غرة، فصان بذلك القصر من الأذى، وهربوا من مأرب.ويظهر من النص أن قبيلة شداد تمكنت من احتلال مأرب وقصورها الملكية لفترة، بتحريض من الملك عمدان يهقبض. وقد أتخذت قبيلة شداد لقب "شداد يهقبض" في عهد ياسر يهصدق خليفة الملك عمدان يهقبض، ولقب "يهقبض" هو إشارة واضحة لدورها الرئيسي في عهد الملك عمدان يهقبض.
بعد يهاقم يرزح، استولى أمير ذي جرة - نشأ كرب يهأمن على عرش سبأ، لتندلع حرب كبرى قادها عمدان على مأرب، في إثبات أحقيته للعرش. وفي بداية القرن الثاني الميلادي، كانت أراضي سبأ تحت سيطرة الملك عمدان بين يهقبض (حوالي 100 - 120م)، وشهدت هذه الفترة استقرار ورخاء، وشيد فيها الملك عمدان بوابته في معبد أوام، وجعل على مدخل البوابة تمثالاً يصوره وهو يمتطي حصاناً (MB 2001-101).كما سك الملك عمدان العملة باسمه في ظفار، وجعل عاصمته ظفار،وقد عثر على اسمه في عدد من النقود الفضية المضروبة باسم القصر ريدان التي عثر عليها في أماكن كثير من اليمن وخارجها، ومن أبرزها تلك العملات التي عثر عليها في موقع الأخدود بمدينة نجران التي تجاوز عددها المئات، وكثير منها يعود للملك عمدان يهقبض. ويبدوا أن في أواخر سنوات (عمدان) لما طعن في السن، بدأ الضعف يدب في دولته، فطمع أقيال قبائل المرتفعات في الحكم.
في تلك الأثناء قام إل شرح يحضب الأول أمير (قيل) قبيلة شبام أقيان من بكيل،بحملات كبرى ضد أرض قتبان وحمير وردمان وحضرموت، ووصف قتاله حمير بعبارة "ضَرَّ حميرم" أي حرب حمير (CIH 140).واستطاع الوصول والسيطرة على مأرب، وطرد الريدانيين، وتلقب بملك سبأ وذو ريدان، بدعم من عائلات تنتمي إلى الطبقة الأرستقراطية السبئية القديمة في مأرب (Ir 3 وRES 4150)، وقبائل من المرتفعات الغربية: قبيلة ذمري ( Ja 568)، وذي مأذن (Fa 94 + 95, Gar Ḍulaʿ 1)، وحاشد (Gr 184)، وقبيلة ذي هجر (Ja 413).

### هوامش
1. ↑  كتب النص في 10[2] أو 20[2] حميري [هناك ثغرة]، حيث أن النص أصيبت مواضع منه بالتلف. وقد تم إعادة البناء التاريخي لفترة الملك عمدان، وفق عدة معطيات، ترجح أن النص كتب عام 210 حميري. لمعاصرة الملك عمدان مع "وتار يرتع" - من أسرة معاهر الأميرية (النقش: Wādī Ḥarīr 1)، "وتار يرتع" هو أمير معاهر في عصر كرب إيل وتر يهنعم والد عمدان (النقش: MAFRAY-ḏī-Ḥadīd 2)، وأيضاً كان معاصراً للملك ذمار علي ذريح شقيق الملك عمدان (النقش: MAFRAY-al Kaʿāb VII A). بالإضافة للنقش المؤرخ سنة 200 حميري للملك يهاقم يرزح (النقش: Kh-Jarf an-Naʿīmīya 4)، ويهاقم هو ابن شقيق الملك عمدان، ولهما معاً حروب في إثبات الأحقية في وراثة العرش خلال تسعينيّات القرن الأول الميلادي. "نسخة مؤرشفة". مؤرشف من الأصل في 2023-12-15. اطلع عليه بتاريخ 2023-12-15.{{استشهاد ويب}}:  صيانة الاستشهاد: BOT: original URL status unknown (link)
2. ↑  فرضية الدكتورة "أليسيا بريوليتا"، تحتاج مراجعة. حيث أن كاتب النص من قبيلة مهأنف من منطقة ذمار، وهي قبيلة ليست ردمانية، مما يستبعد تدوينها بتقويم ردمان. ومما يجدر الإشارة إليه أن قبيلة مهأنف عرفت بمسانداتها لملوك ذي ريدان (حمير) طيلت القرون الثلاثة الأولى بعد الميلاد، وقد عثر لها على نقشاً مؤرخاً بالتقويم الحميري (النقش: CIH 46). ورغم الخلاف في إعادة بناء خراب السطر الأخير: 10 أو 20 بتقويم ردمان وفق رأي أليسيا بريوليتا، أو 10[2] أو 20[2] حميري. إلا أن الفرضيتين تجعل النص كحد أدنى سنة 84م أو 110م كحد أقصى. نسخة محفوظة 2023-12-15 على موقع واي باك مشين.